# Bucu (Ialomița)
Bucu es una comuna ubicada en el distrito de Ialomița, Rumania.

## Superficie
Cuenta con una superficie de 43,01 kilómetros cuadrados.

## Demografía
Hasta 2021 la población era de 2305 habitantes, con una densidad de población de 53,59 habitantes por kilómetro cuadrado.